# Rauret

Rauret este o comună în departamentul Haute-Loire, Franța. În 2009 avea o populație de 179 de locuitori.